# S/2003 J 23
S/2003 J 23 este un satelit natural al lui Jupiter. A fost descoperit de o echipă de astronomi de la Universitatea din Hawaii condusă de Scott S. Sheppard et al. în 2004 din poze făcute în 2003.  
S/2003 J 23 are aproximativ 2 kilometri în diametru și orbitează în jurul lui Jupiter la o distanță medie de 24,700 Mm în aproximativ 792 zile, la o înclinație de 146° față de ecliptică, într-o direcție retrogradă și cu o excentricitate de 0,321.
Aparține grupului Pasiphae, sateliți retrograzi neregulați care orbitează în jurul lui Jupiter la distanțe cuprinse între 22,8 și 24,1 Gm și cu înclinații cuprinse între 144,5° și 158,3°.

Animație de imagini de descoperire realizate pe 6 februarie 2003

Imagini de recuperare ale lui S/2003 J 23 realizate de CFHT pe 24 februarie 2017

Acest satelit a fost considerat pierdut     până la sfârșitul anului 2020, când a fost recuperat de Sheppard și independent de astronomul amator Kai Ly.  Recuperarea satelitului a fost anunțată de Minor Planet Center pe 13 ianuarie 2021, în timp ce observații suplimentare de recuperare de către Sheppard au fost publicate ulterior pe 27 ianuarie 2021.  